# Coccymys
Coccymys (Menzies, 1990) è un genere di Roditori della famiglia dei Muridi.

## Descrizione

### Dimensioni
Al genere Coccymys appartengono roditori di piccole dimensioni, con lunghezza della testa e del corpo tra 80 e 114 mm, la lunghezza della coda tra 122 e 177 mm e un peso fino a 34,8 g.

### Caratteristiche craniche e dentarie
Il cranio ha un rostro stretto e moderatamente lungo. La scatola cranica è di forma globulare e con la parte occipitale inclinata verso il basso.
Sono caratterizzati dalla seguente formula dentaria:

### Aspetto
La pelliccia è densa e soffice. Il muso è corto ed è presente una maschera facciale scura intorno agli occhi e lungo il muso. I piedi sono allungati, l'alluce è munito di artiglio. La coda è molto più lunga della testa e del corpo, è ricoperta di scaglie piccole e leggermente rigonfie, ognuna corredata di tre lunghi peli. La parte terminale dorsale è priva di scaglie e di peli ed è probabilmente è prensile.  Le femmine hanno un paio di mammelle post-ascellari e due paia inguinali.

## Distribuzione
Si tratta di piccoli roditori arboricoli endemici della Nuova Guinea.

## Tassonomia
Il genere comprende 3 specie.
- Coccymys kirrhos
- Coccymys ruemmleri
- Coccymys shawmayeri